# ムシキングカード
「ムシキングカード」とは、セガのトレーディングカードゲーム『甲虫王者ムシキング』のカードのことである。

## ムシカード
本ゲームのメインとなるカード。アダー登場編、復活の森編、アダーの計画編で排出されるカード。また、販売品カードと非売品カード（雑誌付録、キャンペーン等で配布）の2種類ある。

### アダー登場編、復活の森編、アダーの計画編
販売品のカードのみ、No.順で表記している。しかし、「攻撃力」、「体力」などは表記していない。非売品のカードの内、販売品カードと名前が同じ場合には、変更のある情報（No.は除く）のみ記載している。
| No.   | 虫の名前                         | せいかく                              | つよさ | 属性   | 超必殺技                                                      | ショルダーネーム                     | 生まれたところ                                   | 備考 |
| ----- | -------------------------------- | ------------------------------------- | ------ | ------ | ------------------------------------------------------------- | ------------------------------------ | ------------------------------------------------ | --- |
| 000   | ムシキング                       | バランスタイプ                        | 160    | パー   | (スーパー)キングトルネードスロー                              | 甲虫の王者                           | 日本                                             | 2006セカンド〜パーフェクトキング〜以降、スーパー技（究極必殺わざ）が使用可能となる。つよさ140以上で初めてスーパー技が使用可能となったムシ。 5周年コレクションカード第1弾では「ムシキング・5周年デザイン」の特別ホロバージョンがシークレットカードとして登場した。                                                                                                  |
| 001   | ギラファノコギリクワガタ         | アタックタイプ                        | 200    | チョキ | ブルロック&G・ネックブリーカー                                | 世界最大のノコギリ                   | ネパール                                         | チョキの攻撃力が最大のムシ。 |
| 002   | ヘルクレスオオカブト             | バランスタイプ                        | 200    | パー   | ローリングドライバー&ヘルクレススパイラル                     | 伝説の巨大甲虫                       | ブラジル                                         | 2007夏シャイニングではシークレットカードとしてホロ加工の初代ヘルクレスオオカブト（超必殺技ローリングドライバー）のカードが登場。 2007ファーストでは羽が黒いヘルクレスオオカブト（超必殺技ヘルクレススパイラル）が登場。 2003秋では敵（コンピュータ）専用でディフェンスタイプのヘルクレスオオカブト（超必殺技ローリングドライバー）が登場。                         |
| 003   | グランディスオオクワガタ         | ディフェンスタイプ                    | 180    | グー   | ガンガンスマッシュ                                            | 最強のオオクワ                       | ラオス                                           | 2006夏ネイチャーと2006ダイナミックスタンドではアダーコレクションが登場。 |
| 004   | コーカサスオオカブト             | アタック&スーパーアタックタイプ       | 180    | パー   | ローリングドライバー                                          | アジア最強のカブトムシ               | スマトラ島(インドネシア)                         | スーパーアタックタイプのコーカサスオオカブトはヘルクレスリッキーブルーと並び、パーの攻撃力が最大である。 |
| 005   | エレファスゾウカブト             | バランスタイプ                        | 160    | グー   | (スーパー)ドラゴンアタック                                    | ビロードの重戦車                     | メキシコ                                         | 3億枚突破記念と2005セカンドプラスではアダーコレクションが登場。 フォレストグリーン以降はスーパー技（究極必殺わざ）が使用可能になった。 |
| 006   | オオクワガタ                     | ディフェンスタイプ                    | 140    | グー   | (スーパー)ドラゴンアタック&(スーパー)タツマキ                 | 日本の英雄（にっぽんのヒーロー）     | 日本                                             | フォレストグリーン以降はスーパー技（究極必殺わざ）が使用可能になった。 |
| 007   | ゴホンヅノカブト                 | バランスタイプ                        | 120    | グー   | (スーパー)ダンガン                                            | 奇跡のツノ                           | マレー半島(タイ)                                 | |
| 008   | メンガタクワガタ                 | バランスタイプ                        | 100    | グー   | (スーパー)ダンガン                                            | 神秘のクワガタ                       | コンゴ                                           | |
| 009   | コクワガタ                       | ディフェンスタイプ                    | 100    | グー   | (スーパー)ローリングスマッシュ                                | みんなのアイドル                     | 日本                                             | |
| 010   | セアカフタマタクワガタ           | アタックタイプ                        | 160    | チョキ | (スーパー)ローリングクラッチホールド                          | アジアの凶器                         | マレー半島(タイ)                                 | ニンテンドーDS用ソフト『甲虫王者ムシキング スーパーコレクション』では非公式ではあるが（データ改造により）スーパー技が使用可能。アーケード版ではスーパー技は使用不可能だった。 |
| 011   | ミヤマクワガタ                   | アタックタイプ                        | 140    | チョキ | (スーパー)ローリングクラッチホールド&(スーパー)シンザンキョウ | 迫力顔面                             | 日本                                             | 2007ファースト以降はスーパー技（究極必殺わざ）が使用可能になった。 |
| 012   | ヒラタクワガタ                   | アタックタイプ&スーパーアタックタイプ | 120    | チョキ | (スーパー)カワセミハッグ                                      | ステルス戦士                         | 日本                                             | スーパーアタックタイプのヒラタクワガタは小学館の雑誌付録。 |
| 013   | ノコギリクワガタ                 | アタックタイプ                        | 120    | チョキ | (スーパー)ランニングカッター                                  | ノコをもつサムライ                   | 日本                                             | |
| 014   | エラフスホソアカクワガタ         | バランスタイプ                        | 100    | チョキ | (スーパー)カワセミハッグ                                      | 美しき騎士（ナイト）                 | スマトラ島(インドネシア)                         | 2004ファーストまでは「エレファスホソアカクワガタ」名義で登場。 |
| 015   | カブトムシ                       | アタックタイプ                        | 120    | パー   | (スーパー)トルネードスロー                                    | 甲虫の王者                           | 日本                                             | |
| 016   | タイゴホンヅノカブト             | バランスタイプ                        | 120    | パー   | (スーパー)サイドロックボム                                    | いぶし銀の戦士                       | タイ                                             | |
| 017   | グラントシロカブト               | バランスタイプ                        | 100    | パー   | (スーパー)トルネードスロー                                    | 北米の将軍                           | アメリカ合衆国                                   | ネブ博士のお気に入りのムシ。 |
| 018   | ノコギリタテヅノカブト           | アタックタイプ                        | 100    | パー   | (スーパー)サイドロックボム                                    | 恐怖の前足                           | ベネズエラ                                       | アダー登場編のグラフィックは小さいサイズであったが、アダー完結編から大きいサイズに変更された。小さいサイズのグラフィックは新甲虫王者ムシキングではエアクスタテヅノカブトとして参戦していた。 |
| 019   | アクティオンゾウカブト           | バランスタイプ                        | 200    | グー   | ガンガンスマッシュ&サマーソルトプレス                         | 南米の巨人                           | ペルー                                           | 2006セカンド〜パーフェクトキング〜とダイヤモンドブルーではアダーコレクション（超必殺技サマーソルトプレス）が登場（つよさ200ではマンディブラリスフタマタクワガタとヘルクレスリッキーブルーに続き3例目）。 ブラック博士のお気に入りのムシである。 2003秋では敵（コンピュータ）専用でディフェンスタイプのアクティオンゾウカブト（超必殺技ガンガンスマッシュ）が登場。 |
| 020   | パラワンオオヒラタクワガタ       | アタック&スーパーアタックタイプ       | 180    | チョキ | ブルロック                                                    | 怪力甲虫                             | パラワン島(フィリピン)                           | スーパーアタックタイプのパラワンオオヒラタクワガタ はギラファノコギリクワガタと並び、チョキの攻撃力が最大である。 ダイヤモンドブルーとフォレストグリーンではアダーコレクション（スーパーアタックタイプ）が登場。 |
| 021   | メンガタカブト                   | ディフェンスタイプ                    | 120    | グー   | (スーパー)ローリングスマッシュ                                | 無骨な小兵                           | ミャンマー                                       | |
| 022   | スペキオシスシカクワガタ         | ディフェンスタイプ                    | 100    | チョキ | (スーパー)ランニングカッター                                  | シカヅノをもつクワガタ               | タイ                                             | |
| 023   | ネプチューンオオカブト           | バランスタイプ                        | 160    | パー   | サイドスクリュースロー                                        | 幻の巨神                             | コロンビア                                       | |
| 024   | アトラスオオカブト               | アタックタイプ                        | 140    | パー   | サイドスクリュースロー                                        | アジアンファイター                   | フィリピン                                       | |
| 025   | ヒルトゥスヘラヅノカブト         | バランスタイプ                        | 120    | パー   | (スーパー)ダイシャリン                                        | たよれる胸角                         | エクアドル                                       | |
| 026   | サビイロカブト                   | ディフェンスタイプ                    | 100    | パー   | (スーパー)ダイシャリン                                        | 錆色兜                               | マレー半島(マレーシア)                           | |
| 027   | ラコダールツヤクワガタ           | バランスタイプ                        | 160    | チョキ | デビルスリーパー                                              | 魅惑のツートンカラー                 | スマトラ島(インドネシア)                         | 2006夏ネイチャーと2006ダイナミックスタンドではアダーコレクションが登場。 |
| 028   | コガシラクワガタ                 | バランスタイプ                        | 140    | チョキ | デビルスリーパー                                              | 足長甲虫                             | チリ                                             | |
| 029   | タランドゥスツヤクワガタ         | アタックタイプ                        | 200    | グー   | ヒャクレツケン&バッファロークラッシュ                         | アフリカの宝石                       | コンゴ                                           | グーの攻撃力が最大のムシ。 |
| 030   | オウゴンオニクワガタ             | バランスタイプ                        | 180    | グー   | ヒャクレツケン                                                | 黄金の鎧                             | ジャワ島(インドネシア)                           | 5周年コレクションカード第2弾では特別ホロバージョンがシークレットカードとして登場。 |
| 031   | ブルマイスターツヤクワガタ       | バランスタイプ                        | 180    | チョキ | クロスダイブ                                                  | 華麗なる巨人兵                       | インド                                           | |
| 032   | モーレンカンプオオカブト         | アタックタイプ&スーパーアタックタイプ | 160    | パー   | サイクロンホイップ                                            | ボルネオの守護神                     | ボルネオ島(インドネシア)                         | ダイヤモンドブルーとフォレストグリーンではアダーコレクションが登場。 |
| 033   | ヒメカブト                       | アタックタイプ&スーパーアタックタイプ | 100    | グー   | (スーパー)ハヤテ                                              | 熱血甲虫                             | マレーシア                                       | スーパーアタックタイプのヒメカブトは小学館の雑誌付録。 スーパーアタックタイプのヒメカブトはファブリースノコギリクワガタと並び、最も体力が低いムシだが、攻撃力はつよさ100の中では最も高い。 |
| 034   | マンディブラリスフタマタクワガタ | バランスタイプ                        | 200    | チョキ | クロスダイブ&マンディブクラッシュ                             | 偉大なる大アゴ                       | スマトラ島(インドネシア)                         | 2005セカンドと3億枚突破記念ではアダーコレクション（超必殺技クロスダイブ）が登場。つよさ160以上で初めてアダーコレクションが登場したムシ。 きわめて凶暴な性格であるが、アタックタイプではなくバランスタイプに設定されている |
| 035   | ケンタウルスオオカブト           | バランスタイプ                        | 140    | パー   | サイクロンホイップ                                            | アフリカの原石                       | カメルーン                                       | |
| 036   | マキシムスマルバネクワガタ       | アタックタイプ                        | 120    | グー   | (スーパー)ハヤテ                                              | 短くも恐ろしき大アゴ                 | 中国                                             | |
| 037   | サタンオオカブト                 | スーパーディフェンス                  | 180    | パー   | S・A・S                                                       | ボリビアの秘宝                       | ボリビア                                         | 唯一のスーパーディフェンスタイプ。すべてのムシの中で最も体力が高い。ただし、攻撃力はつよさ180以上のムシの中では最も低く、一部のつよさ160以下のムシよりも低い 3億枚突破記念と2005セカンドプラスではアダーコレクションが登場。 |
| 038   | アルキデスオオヒラタクワガタ     | スーパーアタック                      | 160    | グー   | コンプリートスマッシュ                                        | ハーレムプリンス                     | スマトラ島(インドネシア)                         | 初めてスーパーアタックタイプとして登場したムシ。 2006セカンド〜パーフェクトキング〜とダイヤモンドブルーではアダーコレクションが登場。 |
| 039   | インペリアリスツヤクワガタ       | ディフェンスタイプ                    | 120    | チョキ | (スーパー)フォレストブリッジ                                  | 赤足の仕事師                         | ボルネオ島(インドネシア)・パラワン島(フィリピン) | |
| 040   | ヘルクレスリッキーブルー         | アタックタイプ                        | 200    | パー   | アースクエイクスロー                                          | 青き伝説甲虫                         | エクアドル・ベネズエラ・コロンビア               | つよさ200としては最後に新規登場したムシ。 パーの攻撃力が最大のムシ。 2006ファーストと2006夏ネイチャーではアダーコレクションが登場（つよさ200ではマンディブラリスフタマタクワガタに続き2例目）。 |
| 041   | アヌビスゾウカブト               | アタックタイプ                        | 140    | グー   | サブマリンアタック                                            | ブラジルの謎                         | ブラジル                                         | |
| 042   | ファブリースノコギリクワガタ     | スーパーアタック                      | 100    | チョキ | (スーパー)ハヤブサ                                            | オレンジのハヤブサ                   | ペレン島(インドネシア)                           | つよさ120以下では初のスーパーアタックタイプ。つよさ100のムシの中では最も攻撃力が高い。 ただし、すべてのムシの中で体力は最も低い。 |
| 043   | ディディエールシカクワガタ       | ディフェンスタイプ                    | 160    | チョキ | ローリングクレイドル                                          | 美しきシカヅノ                       | マレー半島(マレーシア)                           | |
| 044   | ハスタートノコギリクワガタ       | バランスタイプ                        | 120    | グー   | (スーパー)モールアタック                                      | 怪力ペンチ                           | マライタ島(ソロモン諸島)                         | |
| 045   | ケブカヒメカブト                 | アタックタイプ                        | 100    | パー   | (スーパー)リバーススラム                                      | 熱血ファイター                       | ミンダナオ島(フィリピン)                         | |
| 046   | フェイスタメルシワバネクワガタ   | ディフェンスタイプ                    | 140    | チョキ | アンデストラップ                                              | 初老の皇帝                           | エクアドル                                       | 敵（コンピュータ）専用でバランスタイプのフェイスタメルシワバネクワガタも存在する。 |
| 047   | サンボンヅノカブト               | ディフェンスタイプ                    | 120    | パー   | (スーパー)トリプルスープレックス                              | ミラクル・トライアングル             | ニューギニア島(パプアニューギニア)               | |
| 048   | ムナコブクワガタ                 | ディフェンスタイプ                    | 100    | グー   | (スーパー)カゲロウ                                            | ミクロ甲虫                           | オーストラリア                                   | |
| 049   | ヒルスシロカブト                 | ディフェンスタイプ                    | 160    | パー   | ダ・ブエルタ                                                  | 伝説継承                             | メキシコ                                         | |
| 050   | カンターゴカクサイカブト         | ディフェンスタイプ                    | 120    | グー   | (スーパー)D・H・B                                             | 五角形（ペンタゴン）モンスター       | ジャワ島(インドネシア)                           | |
| 051   | ミクラミヤマクワガタ             | アタックタイプ                        | 100    | チョキ | (スーパー)サーフィンライド                                    | とべないアラワシ                     | みくら島・こうづ島(日本)                         | 現実とは異なり、飛行シーンが多数存在する（システムの都合上、そうなってしまう）。 |
| 052   | ヒメゴホンヅノカブト             | ディフェンスタイプ                    | 140    | パー   | ダイブボンバー                                                | 静かなる鬼神                         | ミャンマー                                       | |
| 053   | キプルツヤクワガタ               | バランスタイプ                        | 120    | チョキ | (スーパー)ミストクラッシュ                                    | 華麗な流れ星                         | ボルネオ島(インドネシア)                         | |
| 054   | プラティオドンネブトクワガタ     | バランスタイプ                        | 100    | グー   | (スーパー)アクシズスピン                                      | アックスボンバー                     | パプアニューギニア                               | |
| 055   | ギアスゾウカブト                 | ディフェンスタイプ                    | 160    | グー   | バーニングバースト                                            | リオの魔術師                         | ブラジル                                         | |
| 056   | ウォレスノコギリクワガタ         | ディフェンスタイプ                    | 120    | チョキ | (スーパー)アクセルグライド                                    | 南洋の錬金術師                       | ハルマヘラ島(インドネシア)                       | |
| 057   | バックレイコフキカブト           | バランスタイプ                        | 100    | パー   | (スーパー)ストライクバック                                    | 金色の荒法師（こんじきのあらほうし） | エクアドル                                       | |
| 058   | ギガスサイカブト                 | バランスタイプ                        | 140    | グー   | G・Gラッシュ                                                  | 猛進戦車                             | マダガスカル                                     | |
| 059   | ヒシガタタテヅノカブト           | アタックタイプ                        | 120    | パー   | (スーパー)カザグルマ                                          | ダイヤモンドホーン                   | ペルー・エクアドル                               | |
| 060   | パプアキンイロクワガタ           | バランスタイプ                        | 100    | チョキ | (スーパー)エアロキャプチャー                                  | パプアの虹                           | ニューギニア島(インドネシア)                     | |
| 061   | マルスゾウカブト                 | アタックタイプ                        | 180    | グー   | マルスハンマー                                                | 最強の軍神                           | ブラジル                                         | つよさ180以上のムシが新登場するのはサタンオオカブト以来2年ぶり。かつ、最後に登場したつよさ180のムシである。 |
| 062   | アルケスツヤクワガタ             | スーパーアタック                      | 160    | チョキ | サイズ                                                        | 革命の刃                             | ルソン島・ミンダナオ島(フィリピン)               | |
| 063   | ティティウスヒラタクワガタ       | ディフェンスタイプ                    | 140    | グー   | バックスピンブロー                                            | 神の王子                             | インド・ネパール                                 | |
| 064   | スティーブンスツヤクワガタ       | スーパーアタック                      | 120    | チョキ | (スーパー)グリーンアロー                                      | 森の魔術師                           | スラウェシ島(インドネシア)                       | |
| 065   | クロゴホンヅノカブト             | アタックタイプ                        | 120    | パー   | (スーパー)エメラルドフロージョン                              | ミステリアス・ペンタゴン             | タイ                                             | |
| 066   | デリカトゥスマルバネクワガタ     | アタックタイプ                        | 100    | グー   | (スーパー)シャークアタック                                    | 南海のサメ                           | ベトナム                                         | |
| 067   | パプアミツノカブト               | ディフェンスタイプ                    | 100    | パー   | (スーパー)AAA（トリプルエー）                                 | シューティングスター                 | パプアニューギニア                               | |
| 068   | フォルスターフタマタクワガタ     | ディフェンスタイプ                    | 140    | チョキ | ターンアンドターン                                            | ワインレッドファンタジスタ           | ミャンマー                                       | |
| 069   | マンディブラリスミツノサイカブト | アタックタイプ                        | 120    | グー   | (スーパー)ヘッドスピンラッシュ                                | ダンシングビート                     | ブラジル・パラグアイ                             | |
| 070   | クロパプアサンボンヅノカブト     | ディフェンスタイプ                    | 120    | パー   | (スーパー)フウジン                                            | 怒れる神風（かみかぜ）               | ニューギニア島(インドネシア)                     | |
| 071   | アカアシクワガタ                 | バランスタイプ                        | 100    | チョキ | (スーパー)キリガクレ                                          | 紅の忍者                             | 日本                                             | |
| 072   | ティティウスシロカブト           | バランスタイプ                        | 100    | パー   | (スーパー)ダッキングスルー                                    | ユニコーン・ビートル                 | アメリカ合衆国                                   | |
| 073   | ヘルクレスオキシデンタリス       | バランスタイプ                        | 160    | パー   | T4                                                            | 伝説甲虫外伝                         | エクアドル                                       | 2007ファーストでは羽が黒いヘルクレスオキシデンタリスが登場。 |
| 074   | フェモラリスツヤクワガタ         | アタックタイプ                        | 140    | チョキ | VTブレイク                                                    | マッドボルケーノ                     | ボルネオ島(インドネシア)                         | |
| 075   | ラティペニスツヤクワガタ         | バランスタイプ                        | 120    | グー   | (スーパー)モンキーシュート                                    | クレイジーモンキー                   | スマトラ島(インドネシア)                         | |
| 076   | ストリアータツヤクワガタ         | ディフェンスタイプ                    | 100    | チョキ | (スーパー)プロペラダイブクラッシュ                            | アジアンタイフーン                   | スマトラ島(インドネシア)                         | |
| 077   | オキナワカブト                   | アタックタイプ                        | 100    | パー   | (スーパー)ウチナートルネード                                  | 沖縄の熱き風                         | おきなわ県(日本)                                 | |
| 078   | パンカブト                       | バランスタイプ                        | 140    | パー   | ホットケーキミラクル                                          | 南米のパティシエ                     | ブラジル・コロンビア                             | |
| 079   | パリーオオクワガタ               | アタックタイプ                        | 120    | グー   | (スーパー)ウィニングショット                                  | 勝利の貴公子                         | ジャワ島(インドネシア)                           | |
| 080   | ヘルマンミヤマクワガタ           | バランスタイプ                        | 120    | チョキ | (スーパー)ゲキオリ                                            | 戦将飛龍（とうしょうひりゅう）       | 中国                                             | |
| 081   | ドウイロクワガタ                 | バランスタイプ                        | 100    | グー   | (スーパー)スティング                                          | ブロンズニードル                     | オーストラリア                                   | |
| MOVIE | スジブトヒラタクワガタ           | ディフェンスタイプ                    | 120    | チョキ | (スーパー)カワセミハッグ                                      | あまみの奇跡                         | あまみ大島・とくの島(日本)                       | |
| DSSP  | ホペイオオクワガタ               | ディフェンスタイプ                    | 140    | グー   | (スーパー)タツマキ                                            | 天上将星                             | 中国                                             | ニンテンドーDS用ソフト『甲虫王者ムシキング スーパーコレクション』の付録。 |
|       | カブト丸（カブトムシ）           | アタック&スーパーアタックタイプ       | 120    | パー   | (スーパー)トルネードスロー                                    | とくべつゲスト                       | 日本                                             | 小学館の雑誌付録。 漫画『甲虫王者ムシキング〜ザックの冒険編〜』に登場するキャラクター。 スーパーアタックタイプのカブト丸はカード化されていないが、ニンテンドーDS用ソフト『甲虫王者ムシキング スーパーコレクション』に没データが存在する。 |
|       | ヤイバ（ノコギリタテヅノカブト） | アタックタイプ                        | 100    | パー   | (スーパー)サイドロックボム                                    | とくべつゲスト                       | ベネズエラ                                       | 小学館の雑誌付録。 漫画『甲虫王者ムシキング〜ザックの冒険編〜』に登場するキャラクター。 |
|       | チャン・G（ムナコブクワガタ）    | ディフェンスタイプ                    | 100    | グー   | (スーパー)カゲロウ                                            | とくべつゲスト                       | オーストラリア                                   | 小学館の雑誌付録。 漫画『甲虫王者ムシキング〜ザックの冒険編〜』に登場するキャラクター。 |
|       | キング（カブトムシ）             | アタック&スーパーアタックタイプ       | 120    | パー   | (スーパー)トルネードスロー                                    | とくべつゲスト                       | 日本                                             | 小学館の雑誌付録。 漫画『甲虫王者ムシキング森の救世主』に登場するキャラクター。 |
|       | ジョー（ノコギリクワガタ）       | アタックタイプ                        | 120    | チョキ | (スーパー)ランニングカッター                                  | とくべつゲスト                       | 日本                                             | 小学館の雑誌付録。 漫画『甲虫王者ムシキング森の救世主』に登場するキャラクター。 |
|       | ジャンボ（コクワガタ）           | ディフェンスタイプ                    | 100    | グー   | (スーパー)ローリングスマッシュ                                | とくべつゲスト                       | 日本                                             | 小学館の雑誌付録。 漫画『甲虫王者ムシキング森の救世主』に登場するキャラクター。 |

## 甲虫カード
「ムシカード」の後継版にあたるカードアダー完結編で排出されるカード。また、販売品カードと非売品カードの2種類ある。

### アダー完結編
「ムシカード」に表記されていた「テクニック」や「せいかく」が廃止されていたり、「超必殺技」が同じ名前のカードでも2種類あったりなど、大幅にカード情報が変更されている。
「ムシカード」は全て使用可能だが、多少能力が変更されている。
販売品のカードのみ、No.順で表記している。しかし、「攻撃力」、「体力」などは表記していない。また、虫の名前が1種類でも、「超必殺技」の場合には、2種類以上のものもあるため、その虫の代表的な技を一つ表記する。レアリティも同様で、全種類の内の一つを表記する。非売品のカードの内、販売品カードと名前が同じ場合には、変更のある情報(No.は除く)のみ表記している。
| No.   | 虫の名前                         | レアリティ     | 属性   | 超必殺技                           | ショルダーネーム                     | 生まれたところ                     |
| ----- | -------------------------------- | -------------- | ------ | ---------------------------------- | ------------------------------------ | ---------------------------------- |
| MC000 | ムシキング                       | ウルトラレア   | パー   | スーパーキングトルネードスロー     | 甲虫王者                             | 日本                               |
| MC001 | ギラファノコギリクワガタ         | ハイパーレア   | チョキ | G・ネックブリーカー                | 世界最大のノコギリ                   | ネパール                           |
| MC002 | ヘルクレスオオカブト             | ハイパーレア   | パー   | ヘルクレススパイラル               | 伝説の巨大甲虫                       | ブラジル                           |
| MC003 | グランディスオオクワガタ         | ハイパーレア   | グー   | ガンガンスマッシュ                 | 最強のオオクワ                       | ラオス                             |
| MC004 | コーカサスオオカブト             | ハイパーレア   | パー   | ローリングドライバー               | アジア最強のカブトムシ               | スマトラ島(インドネシア)           |
| MC005 | エレファスゾウカブト             | ウルトラレア   | グー   | スーパードラゴンアタック           | ビロードの重戦車                     | メキシコ                           |
| MC006 | オオクワガタ                     | スーパーレア   | グー   | スーパータツマキ                   | 日本の英雄（にっぽんのヒーロー）     | おかやま(日本)                     |
| MC007 | ゴホンヅノカブト                 | ノーマル       | グー   | スーパーダンガン                   | 奇跡のツノ                           | マレー半島(タイ)                   |
| MC008 | メンガタクワガタ                 | ノーマル       | グー   | スーパーダンガン                   | 神秘のクワガタ                       | コンゴ                             |
| MC009 | コクワガタ                       | ノーマル       | グー   | スーパーローリングスマッシュ       | みんなのアイドル                     | あきた(日本)                       |
| MC010 | セアカフタマタクワガタ           | ウルトラレア   | チョキ | スーパーローリングクラッチホールド | アジアの凶器                         | マレー半島(タイ)                   |
| MC011 | ミヤマクワガタ                   | スーパーレア   | チョキ | スーパーシンザンキョウ             | 迫力顔面                             | ながの(日本)                       |
| MC012 | ヒラタクワガタ                   | EXノーマル     | チョキ | スーパーカワセミハッグ             | ステルス戦士                         | ふくおか(日本)                     |
| MC013 | ノコギリクワガタ                 | ノーマル       | チョキ | スーパーランニングカッター         | ノコをもつサムライ                   | さいたま(日本)                     |
| MC014 | エラフスホソアカクワガタ         | ノーマル       | チョキ | スーパードリルストーム             | 美しき騎士（ナイト）                 | スマトラ島(インドネシア)           |
| MC015 | カブトムシ                       | ノーマル       | パー   | スーパートルネードスロー           | 甲虫の王者                           | かながわ(日本)                     |
| MC016 | タイゴホンヅノカブト             | EXノーマル     | パー   | スーパーサイドロックボム           | いぶし銀の戦士                       | タイ                               |
| MC017 | グラントシロカブト               | ノーマル       | パー   | スーパートルネードスロー           | 北米の将軍                           | アメリカ合衆国                     |
| MC018 | ノコギリタテヅノカブト           | スーパーレア   | パー   | スーパーソードアンドスフィア       | 恐怖の前足                           | ベネズエラ                         |
| MC019 | アクティオンゾウカブト           | ハイパーレア   | グー   | サマーソルトプレス                 | 南米の巨人                           | ペルー                             |
| MC020 | パラワンオオヒラタクワガタ       | ハイパーレア   | チョキ | ブルロック                         | 怪力甲虫                             | パラワン島(フィリピン)             |
| MC021 | メンガタカブト                   | スーパーレア   | グー   | スーパーアンダーワールド           | 無骨な小兵                           | ミャンマー                         |
| MC022 | スペキオシスシカクワガタ         | スーパーレア   | チョキ | スーパーロデオ                     | シカヅノをもつクワガタ               | タイ                               |
| MC023 | ネプチューンオオカブト           | ウルトラレア   | パー   | スーパーサイドスクリュースロー     | 幻の巨神                             | コロンビア                         |
| MC024 | アトラスオオカブト               | スーパーレア   | パー   | スーパーサイドスクリュースロー     | アジアンファイター                   | ミンダナオ島(フィリピン)           |
| MC025 | ヒルトゥスヘラヅノカブト         | スーパーレア   | パー   | スーパーハムスターホイール         | たよれる胸角                         | エクアドル                         |
| MC026 | サビイロカブト                   | ノーマル       | パー   | スーパーダイシャリン               | 錆色兜                               | フィリピン                         |
| MC027 | ラコダールツヤクワガタ           | ハイパーレア   | チョキ | デビルスリーパー                   | 魅惑のツートンカラー                 | スマトラ島                         |
| MC028 | コガシラクワガタ                 | EXノーマル     | チョキ | デビルスリーパー                   | 足長甲虫                             | チリ                               |
| MC029 | タランドゥスツヤクワガタ         | ハイパーレア   | グー   | バッファロークラッシュ             | アフリカの宝石                       | コンゴ                             |
| MC030 | オウゴンオニクワガタ             | ハイパーレア   | グー   | ヒャクレツケン                     | 黄金の鎧                             | ジャワ島(インドネシア)             |
| MC031 | ブルマイスターツヤクワガタ       | ハイパーレア   | チョキ | クロスダイブ                       | 華麗なる巨人兵                       | インド                             |
| MC032 | モーレンカンプオオカブト         | スーパーレア   | パー   | サイクロンホイップ                 | ボルネオの守護神                     | ボルネオ島(インドネシア)           |
| MC033 | ヒメカブト                       | ノーマル       | グー   | スーパーハヤテ                     | 熱血甲虫                             | マレーシア                         |
| MC034 | マンディブラリスフタマタクワガタ | ハイパーレア   | チョキ | マンディブクラッシュ               | 偉大なる大アゴ                       | スマトラ島                         |
| MC035 | ケンタウルスオオカブト           | EXノーマル     | パー   | サイクロンホイップ                 | アフリカの原石                       | カメルーン                         |
| MC036 | マキシムスマルバネクワガタ       | スーパーレア   | グー   | スーパーハヤテ                     | 短くも恐ろしき大アゴ                 | 中国                               |
| MC037 | サタンオオカブト                 | ハイパーレア   | パー   | S・A・S                            | ボリビアの秘宝                       | ボリビア                           |
| MC038 | アルキデスオオヒラタクワガタ     | ウルトラレア   | グー   | スーパーコンプリートスマッシュ     | ハーレムプリンス                     | スマトラ島(インドネシア)           |
| MC039 | インペリアリスツヤクワガタ       | スーパーレア   | チョキ | スーパーフォレストブリッジ         | 赤足の仕事師                         | ボルネオ島(インドネシア)           |
| MC040 | ヘルクレスリッキーブルー         | ハイパーレア   | パー   | アースクエイクスロー               | 青き伝説甲虫                         | エクアドル                         |
| MC041 | アヌビスゾウカブト               | スーパーレア   | グー   | スーパーサブマリンアタック         | ブラジルの謎                         | ブラジル                           |
| MC042 | ファブリースノコギリクワガタ     | ノーマル       | チョキ | スーパーハヤブサ                   | オレンジのハヤブサ                   | ハルマヘラ島(インドネシア)         |
| MC043 | ディディエールシカクワガタ       | EXノーマル     | チョキ | ローリングクレイドル               | 美しきシカヅノ                       | マレー半島(マレーシア)             |
| MC044 | ハスタートノコギリクワガタ       | EXノーマル     | グー   | スーパーモールアタック             | 怪力ペンチ                           | マライタ島(ソロモン諸島)           |
| MC045 | ケブカヒメカブト                 | ノーマル       | パー   | スーパーリバーススラム             | 熱血ファイター                       | ミンダナオ島(フィリピン)           |
| MC046 | フェイスタメルシワバネクワガタ   | ノーマル       | チョキ | アンデストラップ                   | 初老の皇帝                           | エクアドル                         |
| MC047 | サンボンヅノカブト               | EXノーマル     | パー   | スーパートリプルスープレックス     | ミラクル・トライアングル             | ニューギニア島(パプアニューギニア) |
| MC048 | ムナコブクワガタ                 | EXノーマル     | グー   | スーパーカゲロウ                   | ミクロ甲虫                           | オーストラリア                     |
| MC049 | ヒルスシロカブト                 | ノーマル       | パー   | ダ・ブエルタ                       | 伝説継承                             | メキシコ                           |
| MC050 | カンターゴカクサイカブト         | スーパーレア   | グー   | スーパーD・H・B                    | 五角形（ペンタゴン）モンスター       | ジャワ島(インドネシア)             |
| MC051 | ミクラミヤマクワガタ             | EXノーマル     | チョキ | スーパーサーフィンライド           | とべないアラワシ                     | みくら島(日本)                     |
| MC052 | ヒメゴホンヅノカブト             | ノーマル       | パー   | ダイブボンバー                     | 静かなる鬼神                         | ミャンマー                         |
| MC053 | キプルツヤクワガタ               | ノーマル       | チョキ | スーパーミストクラッシュ           | 華麗な流れ星                         | ボルネオ島(インドネシア)           |
| MC054 | プラティオドンネブトクワガタ     | EXノーマル     | グー   | スーパーアクシズスピン             | アックスボンバー                     | パプアニューギニア                 |
| MC055 | ギアスゾウカブト                 | EXノーマル     | グー   | バーニングバースト                 | リオの魔術師                         | ブラジル                           |
| MC056 | ウォレスノコギリクワガタ         | ノーマル       | チョキ | スーパーアクセルグライド           | 南洋の錬金術師                       | ハルマヘラ島(インドネシア)         |
| MC057 | バックレイコフキカブト           | スーパーレア   | パー   | スーパーストライクバック           | 金色の荒法師（こんじきのあらほうし） | エクアドル                         |
| MC058 | ギガスサイカブト                 | EXノーマル     | グー   | G・Gラッシュ                       | 猛進戦車                             | マダガスカル                       |
| MC059 | ヒシガタタテヅノカブト           | スーパーレア   | パー   | スーパーカザグルマ                 | ダイヤモンドホーン                   | ペルー                             |
| MC060 | パプアキンイロクワガタ           | EXノーマル     | チョキ | スーパーエアロキャプチャー         | パプアの虹                           | パプアニューギニア                 |
| MC061 | マルスゾウカブト                 | EXノーマル     | グー   | マルスハンマー                     | 最強の軍神                           | ブラジル                           |
| MC062 | アルケスツヤクワガタ             | EXノーマル     | チョキ | サイズ                             | 革命の刃                             | ミンダナオ島(フィリピン)           |
| MC063 | ティティウスヒラタクワガタ       | ノーマル       | グー   | バックスピンブロー                 | 神の王子                             | インド                             |
| MC064 | スティーブンスツヤクワガタ       | スーパーレア   | チョキ | スーパーグリーンアロー             | 森の魔術師                           | スラウェシ島(インドネシア)         |
| MC065 | クロゴホンヅノカブト             | ノーマル       | パー   | スーパーエメラルドフロージョン     | ミステリアス・ペンタゴン             | タイ                               |
| MC066 | デリカトゥスマルバネクワガタ     | ノーマル       | グー   | スーパーシャークアタック           | 南海のサメ                           | ベトナム                           |
| MC067 | パプアミツノカブト               | EXノーマル     | パー   | スーパーAAA（トリプルエー）        | シューティングスター                 | パプアニューギニア                 |
| MC068 | フォルスターフタマタクワガタ     | -              | チョキ | ターンアンドターン                 | ワインレッドファンタジスタ           | ミャンマー                         |
| MC069 | マンディブラリスミツノサイカブト | ノーマル       | グー   | スーパーヘッドスピンラッシュ       | ダンシングビート                     | パラグアイ                         |
| MC070 | クロパプアサンボンヅノカブト     | -              | パー   | (スーパー)フウジン                 | 怒れる神風（かみかぜ）               | ニューギニア島(インドネシア)       |
| MC071 | アカアシクワガタ                 | EXノーマル     | チョキ | スーパーキリガクレ                 | 紅の忍者                             | にいがた(日本)                     |
| MC072 | ティティウスシロカブト           | -              | パー   | (スーパー)ダッキングスルー         | ユニコーン・ビートル                 | アメリカ合衆国                     |
| MC073 | ヘルクレスオキシデンタリス       | ハイパーレア   | パー   | T4                                 | 伝説甲虫外伝                         | エクアドル                         |
| MC074 | フェモラリスツヤクワガタ         | ハイパーレア   | チョキ | VTブレイク                         | マッドボルケーノ                     | ボルネオ島                         |
| MC075 | ラティペニスツヤクワガタ         | -              | グー   | (スーパー)モンキーシュート         | クレイジーモンキー                   | スマトラ島(インドネシア)           |
| MC076 | ストリアータツヤクワガタ         | -              | チョキ | (スーパー)プロペラダイブクラッシュ | アジアンタイフーン                   | スマトラ島(インドネシア)           |
| MC077 | オキナワカブト                   | ノーマル       | パー   | スーパーウチナートルネード         | 沖縄の熱き風                         | おきなわ(日本)                     |
| MC078 | パンカブト                       | EXノーマル     | パー   | ホットケーキミラクル               | 南米のパティシエ                     | ブラジル                           |
| MC079 | パリーオオクワガタ               | ノーマル       | グー   | スーパーウィニングショット         | 勝利の貴公子                         | ジャワ島(インドネシア)             |
| MC080 | ヘルマンミヤマクワガタ           | -              | チョキ | (スーパー)ゲキオリ                 | 戦将飛龍（とうしょうひりゅう）       | 中国                               |
| MC081 | ドウイロクワガタ                 | -              | グー   | (スーパー)スティング               | ブロンズニードル                     | オーストラリア                     |
| MC082 | ヘルクレスエクアトリアヌス       | ハイパーレア   | パー   | ジャベリン                         | 美しき伝説甲虫                       | エクアドル                         |
| MC083 | サバゲノコギリクワガタ           | スーパーレア   | チョキ | スーパーギコギコスラッシュ         | 赤き野獣                             | コンゴ                             |
| MC084 | ルイスツノヒョウタンクワガタ     | スーパーレア   | グー   | スーパーイチゴイチエ               | 太閤殿下（たいこうでんか）           | こうち(日本)                       |
| MC085 | ニジイロクワガタ                 | レインボーレア | グー   | G・B・R                            | 世界一美しいクワガタ                 | オーストラリア                     |
| MC086 | インペラトールホソアカクワガタ   | EXノーマル     | チョキ | スーパーエンペラーズララバイ       | キクロの皇帝                         | パプアニューギニア                 |
| MC087 | アスタコイデスノコギリクワガタ   | スーパーレア   | チョキ | スーパー180-180                    | 地を走る炎                           | インド                             |
| MC088 | ダイオウヒラタクワガタ           | ウルトラレア   | グー   | タンバリンアタック                 | ブラックタンク                       | ジャワ島(インドネシア)             |
| MC089 | メタリフェルホソアカクワガタ     | ノーマル       | チョキ | ビートルライオン                   | 策略の妖精                           | スラウェシ島(インドネシア)         |
| MC090 | オオツヤヒサシサイカブト         | スーパーレア   | パー   | スーパービッグバイザー             | ヴァガブント                         | ブラジル                           |
| MC091 | ガゼラツヤクワガタ               | ノーマル       | グー   | スーパートマホーク                 | デンジャラスペンチ                   | マレー半島(タイ)                   |
| MC092 | ダビディスカブト                 | スーパーレア   | パー   | スーパーテラドライブ               | 悲劇の反逆者                         | ベトナム                           |
| MC093 | ピサロタテヅノカブト             | ノーマル       | パー   | スーパーマタドール                 | インカ帝国の衛兵                     | メキシコ                           |
| MC094 | フンボルトヒナカブト             | ノーマル       | パー   | スーパーローテートX                | さすらいの地理学者                   | エクアドル                         |
| MC095 | ヘルムスコツノクワガタ           | ノーマル       | グー   | スーパーマッドパニック             | モールハンター                       | ニュージーランド                   |
| MOVIE | スジブトヒラタクワガタ           | -              | チョキ | (スーパー)カワセミハッグ           | あまみの奇跡                         | あまみ大島・とくの島(日本)         |
| DSSP  | ホペイオオクワガタ               | -              | グー   | (スーパー)タツマキ                 | 天上将星                             | 中国                               |

## わざカード
「わざカード (ムシキング)」はこちらを参照。